# 1859 Ковалевська
1859 Ковалевська (1859 Kovalevskaya) — астероїд головного поясу, відкритий 4 вересня 1972 року.
Тіссеранів параметр щодо Юпітера — 3,170.